# Plesiophantes joosti
Plesiophantes joosti is een spinnensoort in de taxonomische indeling van de hangmatspinnen (Linyphiidae).
Het dier behoort tot het geslacht Plesiophantes. De wetenschappelijke naam van de soort werd voor het eerst geldig gepubliceerd in 1981 door Heimer.